# Метални криле
Metalwings (в превод от английски: „Метални криле“) е симфонична метъл група от София, България.
Групата е създадена през есента на 2010 г. от водещата певица и автор на песни Стела Атанасова. Нейната идея е да комбинира елементи от класическата музика с мелодичните жанрове на метала. Стилът се счита за симфоничен готик метъл с женски оперни вокали.

## История
През времето на активната си дейност групата преминава през няколко промени в състава на изпълнителите.

### Концертна дейност[2]
През последните 7 години (към 2021 г.) групата свири на много концерти и участва в много фестивали, някои от които са: „Рок фестивал“ в Сливница – 2011; Фестивал „Rock 2 Night“ в Route 80 в Сливница – 2012; Фестивал „Рок възраждане“ в Червен бряг – 2012; Международен мото фест „Нощни вълци“ – 2012, 2013 и 2015; Рок фест „Берксток“ – 2012; Участие в „Wacken Oper Air Metal Battle“ – 2015; „Елешница Rock Fest“ – 2017;
Концерт в Кюстендил – 2013; „Силата на рока“ – 2013 и 2015; „Polinero Rock Fest“ в Пловдив – 2014; Концерт с хърватската група Angel Seed в София – 2014; Промоционален концерт за първия официален видеоклип на групата в Joy Station – 2015; Промоционален концерт за първото EP на групата в Joy Station – 2016; Промоционален концерт за дебютния албум на групата „For All Beyond“ в Mixtape – 2018; Промоционален видеоклип към песента „For All Beyond“ в Sofia Live Club – 2018.
Метални криле откриват концерта на Imperial Age в София на 15-и март 2019 г., която започва силно за тях. През март групата се присъединява като специален гост на турнето на руснаците. 

## Участници

### Настоящи членове
- Стела Атанасова – вокал, електрическа виола, клавир, пиано (2010 – до сега)
- Никола (Блеки) Иванов – ударни (2016 – до сега)
- Григор Костадинов – соло китара (2014 – до сега)
- Влад Енев – бас (2019 – до сега)
- Ангел Китанов – клавир (2010 – до сега)
- Мартин Емилов – ритъм китара (2021 – до сега)

### Бивши членове
- Велислав Узунов – китара, вокал (2010 – 2013)
- Боян Бояджиев – китара, вокал (2013 – 2014)
- Емилиян Арсов – ударни (2010 – 2016)
- Кистиян Узунов – бас (2010 – 2017)

## Дискография[4]

### Студийни албуми
- For All Beyond – 2018
- A Whole New Land – 2021

### Сингли
- Crying of the Sun – 2015
- Realm of Dreams – 2015
- Second Chance – 2015
- Still Believe in Us – 2020
- Monster in the Mirror – 2020

### Ел Пи
- Fallen Angel in The Hell – 2016

## Външни прапратки
- Crying of the Sun в Ю Туб
- Metalwings ще открият концерта на „Imperial Age“ в София на 15 март, 7 януари 2019